# Sclerophrys kerinyagae
Sclerophrys kerinyagae es una especie de anfibios anuros de la familia Bufonidae.

## Distribución geográfica y hábitat
Habita en Etiopía, Kenia, norte de Tanzania y Uganda. Su rango altitudinal oscila entre 1280 y 3300 m s. n. m..
Su hábitat natural incluye montanos secos, zonas de arbustos a gran altitud, praderas tropicales o subtropicales a gran altitud, marismas de agua dulce, intermittent freshwater marches, zonas previamente boscosas ahora muy degradadas y tierras agrícolas inundadas temporalmente.
Está amenazada por la pérdida de su hábitat natural.